# Copa Davis 1987
La Copa Davis de 1987 fue la 76.ª edición del torneo de tenis masculino más importante por naciones. Participaron dieciséis equipos en el Grupo Mundial y más de cincuenta en los diferentes grupos regionales.

## Movilidad entre grupos: 1986 a 1987
| Categoría       | Categoría   | Grupos | Grupos | Grupos | Grupos | Grupos | Grupos | Grupos | Grupos | Grupos | Grupos | Grupos | Grupos | Grupos | Grupos | Grupos | Grupos | Grupos | Grupos |
| --------------- | ----------- | --- | --- | --- | --- | --- | --- | --- | --- | --- | --- | --- | --- | --- | --- | --- | --- | --- | --- |
| 1.º             | 1.º         | Mundial · 16 equipos · \| · Alemania Fed. \| · Argentina \| · Australia \| · Checoslovaquia \| \| · Corea del Sur \| · España \| · Estados Unidos \| · Francia \| \| · Gran Bretaña \| · India \| · Israel \| · Italia \| \| · México \| · Paraguay \| · Suecia \| · Yugoslavia \| \| --------------- \| ----------- \| ---------------- \| ---------------- \| | Mundial · 16 equipos · \| · Alemania Fed. \| · Argentina \| · Australia \| · Checoslovaquia \| \| · Corea del Sur \| · España \| · Estados Unidos \| · Francia \| \| · Gran Bretaña \| · India \| · Israel \| · Italia \| \| · México \| · Paraguay \| · Suecia \| · Yugoslavia \| \| --------------- \| ----------- \| ---------------- \| ---------------- \| | Mundial · 16 equipos · \| · Alemania Fed. \| · Argentina \| · Australia \| · Checoslovaquia \| \| · Corea del Sur \| · España \| · Estados Unidos \| · Francia \| \| · Gran Bretaña \| · India \| · Israel \| · Italia \| \| · México \| · Paraguay \| · Suecia \| · Yugoslavia \| \| --------------- \| ----------- \| ---------------- \| ---------------- \| | Mundial · 16 equipos · \| · Alemania Fed. \| · Argentina \| · Australia \| · Checoslovaquia \| \| · Corea del Sur \| · España \| · Estados Unidos \| · Francia \| \| · Gran Bretaña \| · India \| · Israel \| · Italia \| \| · México \| · Paraguay \| · Suecia \| · Yugoslavia \| \| --------------- \| ----------- \| ---------------- \| ---------------- \| | Mundial · 16 equipos · \| · Alemania Fed. \| · Argentina \| · Australia \| · Checoslovaquia \| \| · Corea del Sur \| · España \| · Estados Unidos \| · Francia \| \| · Gran Bretaña \| · India \| · Israel \| · Italia \| \| · México \| · Paraguay \| · Suecia \| · Yugoslavia \| \| --------------- \| ----------- \| ---------------- \| ---------------- \| | Mundial · 16 equipos · \| · Alemania Fed. \| · Argentina \| · Australia \| · Checoslovaquia \| \| · Corea del Sur \| · España \| · Estados Unidos \| · Francia \| \| · Gran Bretaña \| · India \| · Israel \| · Italia \| \| · México \| · Paraguay \| · Suecia \| · Yugoslavia \| \| --------------- \| ----------- \| ---------------- \| ---------------- \| | Mundial · 16 equipos · \| · Alemania Fed. \| · Argentina \| · Australia \| · Checoslovaquia \| \| · Corea del Sur \| · España \| · Estados Unidos \| · Francia \| \| · Gran Bretaña \| · India \| · Israel \| · Italia \| \| · México \| · Paraguay \| · Suecia \| · Yugoslavia \| \| --------------- \| ----------- \| ---------------- \| ---------------- \| | Mundial · 16 equipos · \| · Alemania Fed. \| · Argentina \| · Australia \| · Checoslovaquia \| \| · Corea del Sur \| · España \| · Estados Unidos \| · Francia \| \| · Gran Bretaña \| · India \| · Israel \| · Italia \| \| · México \| · Paraguay \| · Suecia \| · Yugoslavia \| \| --------------- \| ----------- \| ---------------- \| ---------------- \| | Mundial · 16 equipos · \| · Alemania Fed. \| · Argentina \| · Australia \| · Checoslovaquia \| \| · Corea del Sur \| · España \| · Estados Unidos \| · Francia \| \| · Gran Bretaña \| · India \| · Israel \| · Italia \| \| · México \| · Paraguay \| · Suecia \| · Yugoslavia \| \| --------------- \| ----------- \| ---------------- \| ---------------- \| | Mundial · 16 equipos · \| · Alemania Fed. \| · Argentina \| · Australia \| · Checoslovaquia \| \| · Corea del Sur \| · España \| · Estados Unidos \| · Francia \| \| · Gran Bretaña \| · India \| · Israel \| · Italia \| \| · México \| · Paraguay \| · Suecia \| · Yugoslavia \| \| --------------- \| ----------- \| ---------------- \| ---------------- \| | Mundial · 16 equipos · \| · Alemania Fed. \| · Argentina \| · Australia \| · Checoslovaquia \| \| · Corea del Sur \| · España \| · Estados Unidos \| · Francia \| \| · Gran Bretaña \| · India \| · Israel \| · Italia \| \| · México \| · Paraguay \| · Suecia \| · Yugoslavia \| \| --------------- \| ----------- \| ---------------- \| ---------------- \| | Mundial · 16 equipos · \| · Alemania Fed. \| · Argentina \| · Australia \| · Checoslovaquia \| \| · Corea del Sur \| · España \| · Estados Unidos \| · Francia \| \| · Gran Bretaña \| · India \| · Israel \| · Italia \| \| · México \| · Paraguay \| · Suecia \| · Yugoslavia \| \| --------------- \| ----------- \| ---------------- \| ---------------- \| | Mundial · 16 equipos · \| · Alemania Fed. \| · Argentina \| · Australia \| · Checoslovaquia \| \| · Corea del Sur \| · España \| · Estados Unidos \| · Francia \| \| · Gran Bretaña \| · India \| · Israel \| · Italia \| \| · México \| · Paraguay \| · Suecia \| · Yugoslavia \| \| --------------- \| ----------- \| ---------------- \| ---------------- \| | Mundial · 16 equipos · \| · Alemania Fed. \| · Argentina \| · Australia \| · Checoslovaquia \| \| · Corea del Sur \| · España \| · Estados Unidos \| · Francia \| \| · Gran Bretaña \| · India \| · Israel \| · Italia \| \| · México \| · Paraguay \| · Suecia \| · Yugoslavia \| \| --------------- \| ----------- \| ---------------- \| ---------------- \| | Mundial · 16 equipos · \| · Alemania Fed. \| · Argentina \| · Australia \| · Checoslovaquia \| \| · Corea del Sur \| · España \| · Estados Unidos \| · Francia \| \| · Gran Bretaña \| · India \| · Israel \| · Italia \| \| · México \| · Paraguay \| · Suecia \| · Yugoslavia \| \| --------------- \| ----------- \| ---------------- \| ---------------- \| | Mundial · 16 equipos · \| · Alemania Fed. \| · Argentina \| · Australia \| · Checoslovaquia \| \| · Corea del Sur \| · España \| · Estados Unidos \| · Francia \| \| · Gran Bretaña \| · India \| · Israel \| · Italia \| \| · México \| · Paraguay \| · Suecia \| · Yugoslavia \| \| --------------- \| ----------- \| ---------------- \| ---------------- \| | Mundial · 16 equipos · \| · Alemania Fed. \| · Argentina \| · Australia \| · Checoslovaquia \| \| · Corea del Sur \| · España \| · Estados Unidos \| · Francia \| \| · Gran Bretaña \| · India \| · Israel \| · Italia \| \| · México \| · Paraguay \| · Suecia \| · Yugoslavia \| \| --------------- \| ----------- \| ---------------- \| ---------------- \| | Mundial · 16 equipos · \| · Alemania Fed. \| · Argentina \| · Australia \| · Checoslovaquia \| \| · Corea del Sur \| · España \| · Estados Unidos \| · Francia \| \| · Gran Bretaña \| · India \| · Israel \| · Italia \| \| · México \| · Paraguay \| · Suecia \| · Yugoslavia \| \| --------------- \| ----------- \| ---------------- \| ---------------- \| |
| 2.º             | 2.º         | Zona de África · 9 equipos · Argelia · Costa de Marfil · Egipto · Kenia · Marruecos · Nigeria · Senegal · Túnez · Zimbabue · | Zona de Europa y África A · 10 equipos (+ Senegal) · Bélgica · Bulgaria · Irlanda · Malta · Noruega · Países Bajos · Siria · Suiza · Turquía · Unión Soviética · | Zona de Europa y África B · 11 equipos (+ Zimbabue) · Austria · Chipre · Dinamarca · Finlandia · Grecia · Hungría · Luxemburgo · Mónaco · Polonia · Portugal · Rumania · | Zona de Oriente · 13 equipos · Bangladés · China · China Taipéi · Filipinas · Hong Kong · Indonesia · Japón · Malasia · Nueva Zelanda · Pakistán · Singapur · Sri Lanka · Tailandia · | Zona de América · 11 equipos · Bolivia · Brasil · Canadá · Chile · Colombia · (N) Cuba · Ecuador · Indias Occ./Caribe · Perú · Uruguay · Venezuela · | | | | | | | | | | | | | |
| · Alemania Fed. | · Argentina | · Australia | · Checoslovaquia | | | | | | | | | | | | | | | | |
| · Corea del Sur | · España    | · Estados Unidos | · Francia | | | | | | | | | | | | | | | | |
| · Gran Bretaña  | · India     | · Israel | · Italia | | | | | | | | | | | | | | | | |
| · México        | · Paraguay  | · Suecia | · Yugoslavia | | | | | | | | | | | | | | | | |

## Grupo Mundial
|  | Octavos de final | Octavos de final |          |   | Cuartos de final | Cuartos de final |  |  | Semifinales | Semifinales |  |  | Final           | Final           |
|  | 13-15 marzo      | 13-15 marzo      |          |   | 24-26 julio      | 24-26 julio      |  |  | 2-4 octubre | 2-4 octubre |  |  | 18-20 diciembre | 18-20 diciembre |
|  |                  |                  |          |   |                  |                  |  |  |             |             |  |  |                 |                 |
|  |                  |                  |          |   |                  |                  |  |  |             |             |  |  |                 |                 |
|  |                  |                  |          |   |                  |                  |  |  |             |             |  |  |                 |                 |
|  | Suecia           | 3                |          |   |                  |                  |  |  |             |             |  |  |                 |                 |
|  | Suecia           | 3                |          |   |                  |                  |  |  |             |             |  |  |                 |                 |
|  | Italia           | 2                |          |   |                  |                  |  |  |             |             |  |  |                 |                 |
|  | Italia           | 2                | Suecia   | 4 |                  |                  |  |  |             |             |  |  |                 |                 |
|  |                  |                  |          | 4 |                  |                  |  |  |             |             |  |  |                 |                 |
|  |                  | Francia          | 1        |   |                  |                  |  |  |             |             |  |  |                 |                 |
|  | Francia          | Francia          | 1        | 5 |                  |                  |  |  |             |             |  |  |                 |                 |
|  | Francia          |                  |          | 5 |                  |                  |  |  |             |             |  |  |                 |                 |
|  | Corea del Sur    | 0                |          |   |                  |                  |  |  |             |             |  |  |                 |                 |
|  | Corea del Sur    | 0                | Suecia   | 3 |                  |                  |  |  |             |             |  |  |                 |                 |
|  |                  |                  |          | 3 |                  |                  |  |  |             |             |  |  |                 |                 |
|  |                  | España           | 2        |   |                  |                  |  |  |             |             |  |  |                 |                 |
|  | Estados Unidos   | España           | 2        | 2 |                  |                  |  |  |             |             |  |  |                 |                 |
|  | Estados Unidos   |                  |          | 2 |                  |                  |  |  |             |             |  |  |                 |                 |
|  | Paraguay         | 3                |          |   |                  |                  |  |  |             |             |  |  |                 |                 |
|  | Paraguay         | 3                | Paraguay | 2 |                  |                  |  |  |             |             |  |  |                 |                 |
|  |                  |                  |          | 2 |                  |                  |  |  |             |             |  |  |                 |                 |
|  |                  | España           | 3        |   |                  |                  |  |  |             |             |  |  |                 |                 |
|  | Alemania Fed.    | España           | 3        | 2 |                  |                  |  |  |             |             |  |  |                 |                 |
|  | Alemania Fed.    |                  |          | 2 |                  |                  |  |  |             |             |  |  |                 |                 |
|  | España           | 3                |          |   |                  |                  |  |  |             |             |  |  |                 |                 |
|  | España           | 3                | Suecia   | 5 |                  |                  |  |  |             |             |  |  |                 |                 |
|  |                  |                  |          | 5 |                  |                  |  |  |             |             |  |  |                 |                 |
|  |                  | India            | 0        |   |                  |                  |  |  |             |             |  |  |                 |                 |
|  | India            | India            | 0        | 3 |                  |                  |  |  |             |             |  |  |                 |                 |
|  | India            |                  |          | 3 |                  |                  |  |  |             |             |  |  |                 |                 |
|  | Argentina        | 2                |          |   |                  |                  |  |  |             |             |  |  |                 |                 |
|  | Argentina        | 2                | India    | 4 |                  |                  |  |  |             |             |  |  |                 |                 |
|  |                  |                  |          | 4 |                  |                  |  |  |             |             |  |  |                 |                 |
|  |                  | Israel           | 0        |   |                  |                  |  |  |             |             |  |  |                 |                 |
|  | Israel           | Israel           | 0        | 3 |                  |                  |  |  |             |             |  |  |                 |                 |
|  | Israel           |                  |          | 3 |                  |                  |  |  |             |             |  |  |                 |                 |
|  | Checoslovaquia   | 2                |          |   |                  |                  |  |  |             |             |  |  |                 |                 |
|  | Checoslovaquia   | 2                | India    | 3 |                  |                  |  |  |             |             |  |  |                 |                 |
|  |                  |                  |          | 3 |                  |                  |  |  |             |             |  |  |                 |                 |
|  |                  | Australia        | 2        |   |                  |                  |  |  |             |             |  |  |                 |                 |
|  | Gran Bretaña     | Australia        | 2        | 0 |                  |                  |  |  |             |             |  |  |                 |                 |
|  | Gran Bretaña     |                  |          | 0 |                  |                  |  |  |             |             |  |  |                 |                 |
|  | México           | 5                |          |   |                  |                  |  |  |             |             |  |  |                 |                 |
|  | México           | 5                | México   | 1 |                  |                  |  |  |             |             |  |  |                 |                 |
|  |                  |                  |          | 1 |                  |                  |  |  |             |             |  |  |                 |                 |
|  |                  | Australia        | 4        |   |                  |                  |  |  |             |             |  |  |                 |                 |
|  | Yugoslavia       | Australia        | 4        | 1 |                  |                  |  |  |             |             |  |  |                 |                 |
|  | Yugoslavia       |                  |          | 1 |                  |                  |  |  |             |             |  |  |                 |                 |
|  | Australia        | 4                |          |   |                  |                  |  |  |             |             |  |  |                 |                 |
|  | Australia        | 4                |          |   |                  |                  |  |  |             |             |  |  |                 |                 |

- En cursiva equipos que juegan de local.

## Final
| Scandinavium, Gothenburg, Suecia 18 al 20 de diciembre de 1987 |  |                               |   |   |   |   |  |
| \| 1 \| \| Mats Wilander \| 6 \| 6 \| 6 \| \| \| \| 1 \| \| Ramesh Krishnan \| 4 \| 1 \| 3 \| \| \| \| 2 \| \| Anders Järryd \| 6 \| 6 \| 6 \| \| \| \| 2 \| \| Vijay Amritraj \| 3 \| 3 \| 1 \| \| \| \| 3 \| \| Joakim Nyström-Mats Wilander \| 6 \| 3 \| 6 \| 6 \| \| \| 3 \| \| Anand Amritraj-Vijay Amritraj \| 2 \| 6 \| 1 \| 2 \| \| \| 4 \| \| Anders Järryd \| 6 \| 6 \| \| \| \| \| 4 \| \| Ramesh Krishnan \| 4 \| 3 \| \| \| \| \| 5 \| \| Mats Wilander \| 6 \| 6 \| \| \| \| \| 5 \| \| Vijay Amritraj \| 2 \| 0 \| \| \| \| |  |                               |   |   |   |   |  |
| 1 |  | Mats Wilander                 | 6 | 6 | 6 |   |  |
| 1 |  | Ramesh Krishnan               | 4 | 1 | 3 |   |  |
| 2 |  | Anders Järryd                 | 6 | 6 | 6 |   |  |
| 2 |  | Vijay Amritraj                | 3 | 3 | 1 |   |  |
| 3 |  | Joakim Nyström-Mats Wilander  | 6 | 3 | 6 | 6 |  |
| 3 |  | Anand Amritraj-Vijay Amritraj | 2 | 6 | 1 | 2 |  |
| 4 |  | Anders Järryd                 | 6 | 6 |   |   |  |
| 4 |  | Ramesh Krishnan               | 4 | 3 |   |   |  |
| 5 |  | Mats Wilander                 | 6 | 6 |   |   |  |
| 5 |  | Vijay Amritraj                | 2 | 0 |   |   |  |

## Repesca al Grupo Mundial de 1988
Los equipos perdedores de los octavos de final debían jugar entre sí para mantener la categoría.
| Sede de la confrontación | Superficie          | Equipo local   | Marcador | Equipo visitante |
| ------------------------ | ------------------- | -------------- | -------- | ---------------- |
| Praga                    | Arcilla             | Checoslovaquia | 5–0      | Argentina        |
| Zagreb                   | Arcilla             | Yugoslavia     | 3–0      | Gran Bretaña     |
| Hartford                 | Moqueta, bajo techo | Estados Unidos | 2–3      | Alemania Fed.    |
| Seúl                     | Dura                | Corea del Sur  | 2–3      | Italia           |

En lugar de los descendidos, fueron promovidos al Grupo Mundial los siguientes países:
- Suiza (Ganador de la Zona de Europa/África A)
- Dinamarca (Ganador de la Zona de Europa/África B)
- Nueva Zelanda (Ganador de la Zona de Oriente)
- Brasil (Ganador de la Zona de América)